# Giulia Lama
Giulia Lama, död 1747, var en italiensk konstnär. 
Hon var en av de första kvinnor som tilläts studera nakenmodeller. Hon målade främst historiska verk. Hon är känd för sina mörka toner, som skiljer sig från de ljusa pasteller som präglade måleriet under hennes livstid.